# Symphonie no 6 de Michael Haydn
Pour les articles homonymes, voir Symphonie no 6.
La Symphonie no 6 en ut majeur, Perger 4, Sherman 6, Sherman-révisé 8, MH 64, est une symphonie de Michael Haydn, qui a été composée à Salzbourg et terminée le 14 janvier 1764.

## Analyse de l'œuvre
La symphonie est écrite pour 2 hautbois, 2 bassons, 2 cors et les cordes.
Elle comporte trois mouvements :
1. Vivace, en ut majeur
2. Andante, en do mineur
3. Tempo di Menuetto